# Dualizm ontologiczny
Dualizm co do substancji, dualizm ontologiczny – obok monizmu i pluralizmu, jedno z głównych stanowisk ontologicznych co do głównych klas substancji. Wyróżnia dwie: ciało (materię, substancję fizyczną) i ducha (substancję duchową).
Dualizm zakłada, że istnieją zarówno substancje duchowe, jak i substancje cielesne. W sensie ontologicznym dualizm przeciwstawia się więc kierunkom monistycznym: materializmowi, spirytualizmowi, monizmowi właściwemu i immanentnemu. Według dualizmu ciała są podłożem zjawisk fizycznych, dusze są podłożem zjawisk znanych nam z doświadczenia wewnętrznego (myślenie, cierpienie, radość, itp.).

## Rodzaje dualizmu ontologicznego
- Dualizm skrajny – reprezentowany w poglądach św. Augustyna i Kartezjusza; zakłada, że dusze i ciała to byty samoistne, równorzędne – substancje, które mogą stanowić podłoże dla jakichś cech, ale same żadnego podłoża do istnienia nie potrzebujące.
- Dualizm umiarkowany – reprezentowany przez Arystotelesa i św. Tomasza z Akwinu. Według Arystotelesa samoistnie istnieją tylko ciała. W każdej substancji cielesnej (ciele) wyróżnić można 2 czynniki – materię (będącą tworzywem, z którego zbudowane jest ciało; pierwiastkami chemicznymi w dzisiejszym ujęciu) i formę (coś, co stanowi o tym, że dane ciało jest tym, czym jest, a nie czymś innym; coś, co wyróżnia ciało spośród innych ciał tego samego rodzaju). Arystoteles stwierdza, że forma nie może istnieć bez materii. Człowiek, jak każdy byt, składa się z materii i formy. Formę człowieka nazywa Arystoteles duszą. Duszę zaś określa jako wszystko to, co sprawia, że nieożywione pierwiastki chemiczne stają się żywą, czującą i myślącą istotą. Istnieje ona tylko dzięki ciału. Z kolei według Tomasza z Akwinu, który dokonał recepcji poglądów Arystotelesa dla potrzeb chrześcijaństwa, to dusza jest substancją (bytem) samoistnym i może ona istnieć bez ciała.